# Tomislavgrad
Tomislavgrad (in cirillico serbo: Томиславград), nota anche coi precedenti nomi di Županjac e Duvno e in italiano anche come Delminio, è un comune della Bosnia ed Erzegovina sito nella federazione croato-musulmana nel cantone 10. Al censimento del 2013 contava 33 032 abitanti.

## Geografia fisica
Tomislavgrad è situata nella parte sud occidentale del paese lungo il confine con la Croazia e con la regione storica della Dalmazia. Nei pressi della città è situato il lago di Buško, il più grande del Paese.

## Origini del nome
Il primo nome della città, ossia Delminium, fu coniato in epoca romana sebbene si ritiene che possa originare dalle parole illiriche "D'Imno", ossia "pascolo", o "dalma", letteralmente "pecora". In epoca medievale, sotto il regno croato e poi quello bosniaco, assunse il nome di Županjac, divenuto sotto l'Impero ottomano Sedidžedid o Županj-potok e poi nuovamente Županjac durante il dominio austro-ungarico e brevemente sotto il regno serbo-croato-sloveno.
L'attuale toponimo, che letteralmente si può tradurre come "città di Tomislavo (o Tomislao)", fu adottato nel 1928 per volontà di re Alessandro I in onore del suo figlio neonato. Le autorità comuniste della Jugoslavia modificarono nel 1945 il nome della città in Duvno, riprendendo le origini illiriche del primo toponimo, rimasto fino alla dissoluzione dello Stato.

## Località
Il comune è formato dall'insieme delle seguenti 59 località:
Baljci, Blažuj, Bogdašić, Borčani, Bukova Gora, Bukovica, Cebara, Crvenice, Ćavarov Stan, Dobrići, Donji Brišnik, Eminovo Selo, Galečić, Gornja Prisika, Gornji Brišnik, Grabovica, Jošanica, Kazaginac, Kolo, Kongora, Korita, Kovači, Krnjin, Kuk, Letka, Lipa, Liskovača, Lug, Mandino Selo, Mesihovina, Mijakovo Polje, Mokronoge, Mrkodol, Omerovići, Omolje, Oplećani, Pasić, Podgaj, Prisoje, Radoši, Rašćani, Rašeljke, Renići, Roško Polje, Rošnjače, Sarajlije, Seonica, Srđani, Stipanjići, Šujica, Tomislavgrad, Vedašić, Vinica, Vojkovići, Vranjače, Vrilo, Zaljiće, Zaljut e Zidine.